# 耶律斡特剌
耶律斡特剌（?—?），辽代皇族，字乙辛隐。许国王耶律寅底石六世孙。
耶律斡特剌自幼不喜为官食禄，四十一岁时，开始补本班郎君。辽道宗大康年间，为宿直官，历任左护卫太保、右护卫太保。大安元年（1085年），升任燕王傅，次年六月，以枢密院事兼知左夷离毕事，掌管刑狱。大安四年（1088年），改北院枢密副使，受道宗赐诗褒奖，迁知北院枢密使事，赐翼圣佐义功臣。大安八年（1092年）十月，北阻卜（克烈）酋长磨古斯叛辽，杀死辽朝将领吐古斯。大安十年（1094年）四月，耶律斡特剌率兵进讨磨古斯。拜西北路招讨使，封漆水郡王，加赐宣力守正功臣。寿昌三年（1097年）十月，拜南府宰相。讨伐闸古胡里扒部，寿昌四年（1098年）十月，兼契丹行宫都部署。寿昌五年（1099年），再次为西北路招讨使，讨伐耶覩刮部，获得牲畜很多。次年，擒磨古斯，加守太保，赐奉国匡化功臣。天祚帝乾统元年（1101年）六月，兼南院枢密使，封混同郡王。次年十月，加守太师。以北院枢密使致仕。耶律斡特剌去世后，谥号敬肃。

## 延伸阅读
[在维基数据编辑]
 《遼史·卷97》，出自脱脱《遼史》